# برايس براون (لاعب كرة قدم أمريكية)
برايس براون (بالإنجليزية: Bryce Brown)‏ هو لاعب كرة قدم أمريكية أمريكي، ولد في 14 مايو 1991 في ويتشيتا في الولايات المتحدة.

## وصلات خارجية
- برايس براون على موقع مرجع كرة القدم المحترفة.كوم (الإنجليزية)